# Cratere Heinrich
Heinrich è un cratere lunare di 6,86 km situato nella parte nord-occidentale della faccia visibile della Luna.